# Naltor
Naltor è un pianeta immaginario descritto per la prima volta nelle storie sulla Legione dei Super-Eroi pubblicate dalla DC Comics ambientate nel XXX e XXXI secolo. Fu descritta come la casa dei Legionari Dream Boy, Dream Girl e la Strega Bianca.

## Storia
I nativi del pianeta sono noti per la loro abilità di premonizione, che li provvede di accenni di accadimenti futuri. Alcuni Naltoriani, però, non posseggono tale abilità e sono noti come i "ciechi al futuro". Mysa Nal è una di questi, e fu questa la causa della sua preferenza di studi indirizzati all'arte magica. Grazie alle loro abilità precognitive, è implicito che Naltor è un pianeta altamente affluente, che dirige una borsa effettiva ed è famosa per il suo settore di investimenti bancari tra i Pianeti Uniti.
Il pianeta è governato dall'Alto Profeta, che possiede abilità estese in questo campo. Due di questi, pre-Ora Zero, furono Kiwa Nal (madre di Dream Girl e della Strega Bianca) e Beren. Durante il periodo della "Five Year Gap" della storia della Legione, Nura Nal lasciò la Legione per succedere a Beren nel ruolo di Alto Profeta.
Naltor è anche la patria dei Naltor Dreamers, una popolarissima squadra di Moopsball, ed è conosciuto per essere un pianeta matriarcale. Nella Silver Age, si scoprì che i membri di una famiglia hanno tutti un cognome diverso. La Strega Bianca per esempio era Xola Aq, e non condivideva il cognome della sorella. Questo fu "connesso retroattivamente" quando la Strega Bianca fu reintrodotta da Paul Levitz e Keith Giffen negli anni ottanta.